# Valguarnera Caropepe
Valguarnera Caropepe (Valguarnera o Carrapipi in siciliano) è un comune italiano di 6 753 abitanti del libero consorzio comunale di Enna in Sicilia.

## Storia
Se appare ormai certo che Valguarnera fosse già popolata in epoca arcaica, come dimostrano i tanti ritrovamenti archeologici, per alcuni storici rimane ancora oggi un'incognita l'etimologia del nome con cui erano conosciuti quei primi insediamenti e dal quale si è originata l'attuale denominazione. Secondo l'arabista Lorenzo Lantieri, l'etimologia più probabile è quella araba che dalle parole Quaryat (villaggio) e Habibi (del mio amato) fa discendere il nome "Caropipi".
Tuttavia le prime notizie documentate su Valguarnera Caropepe risalgono al 1246, quando sull'attuale promontorio sorgeva l'allora feudo di Caropipi, di cui era unico feudatario tale Lamberto di Carupipi. Nel 1303 messer Simone di Valguarnera aderì alla famosa compagnia siculo-catalana di Ruggero de Flor che si formò in Sicilia e si imbarcò a Messina per passare in Grecia, assoldata al suo servizio dall'imperatore bizantino Andronico II Paleologo (1282-1328); quattro anni dopo il suo capitano, poi diventato il famoso cronachista catalano Ramon Muntaner (1265-1336), gli passò il comando del castello di Gallipoli, il quale si era appena difeso con successo da un assalto dei genovesi sbarcati da 25 galere condotte dagli ammiragli Antonio Spinola e Andreolo Morisco (R. Muntaner, Crònica catalana. Pag. 481. Barcellona, 1860). Successivamente il feudo di Valguarnera passò a vari proprietari: Ludovico di Pamplona; Pietro Mirone Agorizio; Muchio de Affermo e, nel 1398, i fratelli Vitale e Tommaso Valguarnera.
Fu proprio sotto i Valguarnera che il feudo crebbe tanto da ottenere nel 1549, su concessione di Carlo V, la licenza aedificandi e il conte Giovanni Valguarnera di Assoro poté trasformare finalmente il borgo in cittadina, dandole il proprio nome. Nel XII secolo Valguarnera raddoppiò il numero dei propri abitanti, con famiglie provenienti da ogni angolo della Sicilia e non solo. Il popolamento fu favorito dalle tante possibilità di sfruttamento delle terre agricole e dalla presenza delle zolfare.
Nella seconda metà del XIX secolo Valguarnera passò da 5 000 a quasi 15 000 abitanti grazie all'avanzare delle tecnologie di estrazione dello zolfo e alla produzione dei cotti. Ancora una volta Valguarnera conobbe una grande crescita demografica, con famiglie che vi si trasferivano di continuo, allettate dalla sempre maggiore richiesta di manodopera nelle vicine miniera di Floristella e di Grottacalda.

### Simboli
Lo stemma e il gonfalone del comune sono stati concessi con decreto del presidente della Repubblica del 9 novembre 1964.
La prima partizione riprende il blasone dei Principi di Valguarnera (d'argento, a due fasce di rosso).
Il gonfalone è un drappo partito di rosso e di bianco.

## Monumenti e luoghi d'interesse

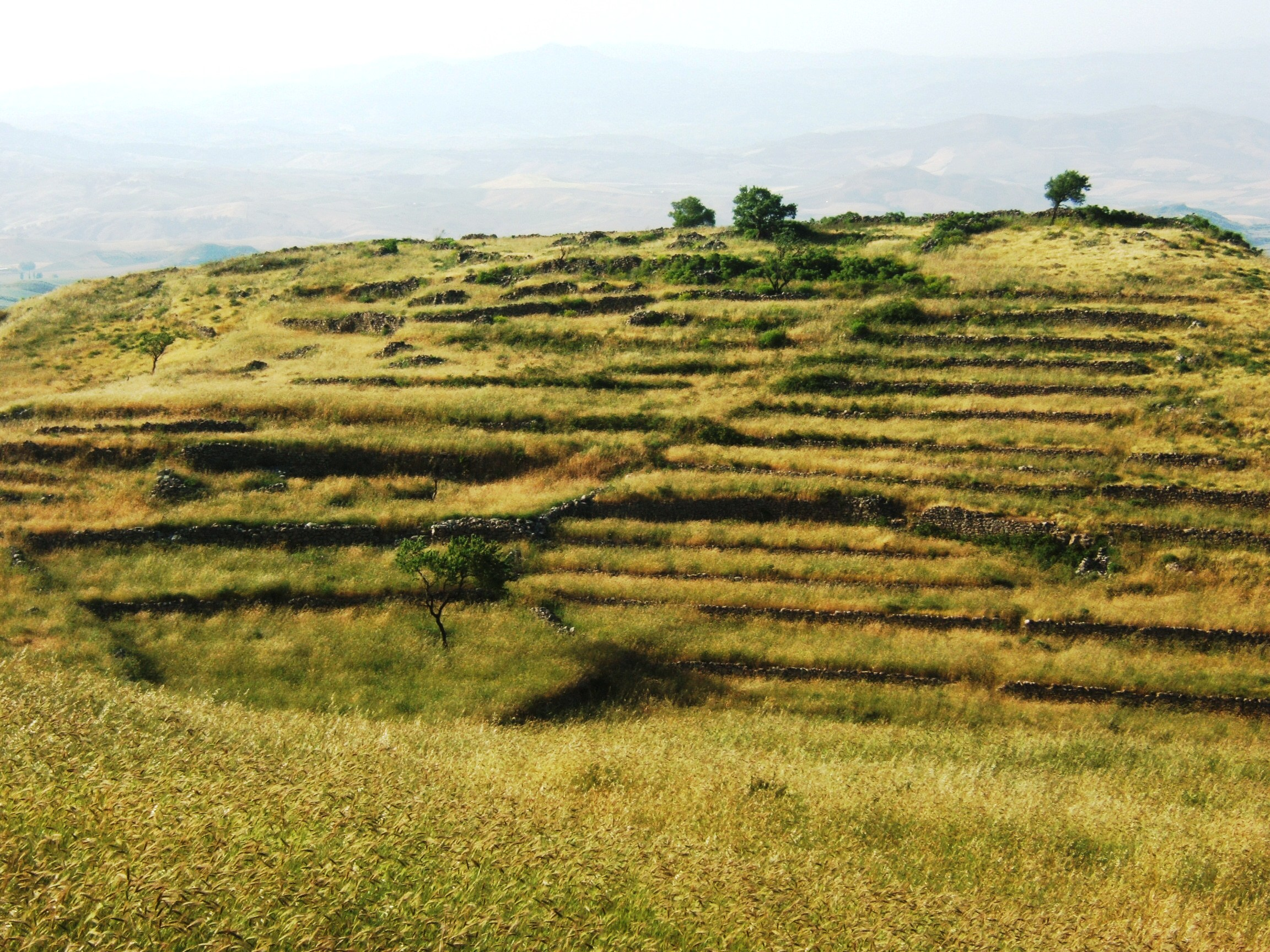
Alcune abitazioni sul Monte Rossomanno

Di una Valguarnera mesolitica si ha certezza grazie alla presenza, in contrada Vitale, di un monolito databile intorno secolo VIII a.C., ritenuto unico nel suo genere in Sicilia. Tutto il circondario del paese era costellato da villaggi preistorici e di sepolture funerarie; lo testimoniano i ritrovamenti di selci e quarzi lavorati; nonché cocci di ceramica (ad esempio il villaggio di Contrada Màrcato) facente parte di un complesso abitativo con annessa necropoli a grotticella, simile a quelle più famose di Pantalica, Pietraperzia e Calascibetta. L'ingrottamento adibito al culto, lo si può riscontrare anche nella parte ovest del paese, in un piccolo costone roccioso che i cittadini di Valguarnera chiamano jutt 'r' Ballasar (Grotte di Baldassarre), per via della dominazione Araba; tuttavia queste tre grotte possono considerarsi ben più antiche, probabilmente di origine rupestre. Lo storico locale, monsignor Giacomo Magno, immortalò nelle sue Memorie storiche di Valguarnera, la descrizione di una struttura piramidale della tarda età del bronzo che giaceva nei pressi delle suddette grotte. Da qui, sempre sul versante ovest del paese, la costante incuria dell'uomo ha del tutto cancellato dalla storia archeologica un vasto numero di tombe di tipo castellucciano e quindi le prove di una presenza certa di riti funebri come la cremazione. Ma fu sotto i greci che Valguarnera Caropepe assunse un ruolo importante sia sul piano militare che logistico. Dalla parte est dell'abitato si idealizzava un percorso stradale con massiccia fortificazione che correva fin sulla parte sommitale del paese, controllando le strade sottostanti, con alcune torri di avvistamento. L'opera deleteria dell'uomo ha sconvolto anche questa importante testimonianza, tant'è che gli ultimi tratti murari ancora visibili sono stati inglobati nelle chiese di Sant'Antonio e di Sant'Anna, che oggi fungono da campanili. Due delle torri esistenti, sono state inglobate; una è ora l'abside della Chiesa dedicata a San Francesco, l'altra è invece un'abitazione privata. La stessa chiesa di San Francesco, è certo, è stata costruita su un santuario probabilmente dedicato alla dea Demetra.

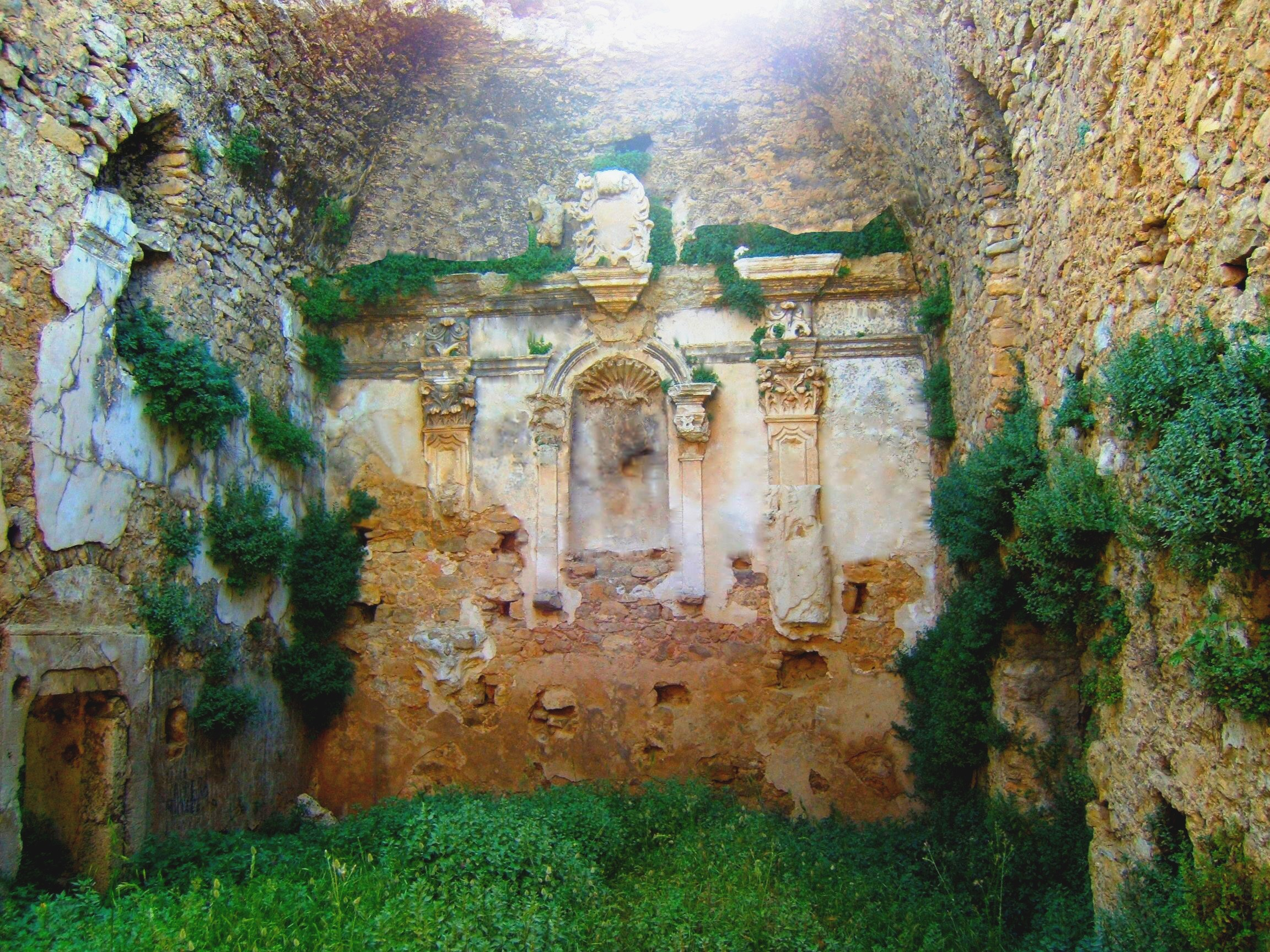
La navata centrale del Convento detto Cumm'n'tazz

Alla pari di Enna, anche Valguarnera può vantare un importantissimo culto delle divinità delle sorgenti; così se il capoluogo ha nella leggenda il ratto di Proserpina, il paese di Caropepe vanta tracce certe del culto di Ade riconducibili ai secoli V e VI a.C., così ancora parzialmente visibile in contrada Sottoconvento, nei pressi dell'attuale cimitero. In questa zona è vasta la presenza antica dell'uomo, sia in età preistorica che in quella greco-romana. Ivi ecco un'edicola votiva del V secolo a.C. e alcune colonne doriche dello stesso periodo. Altra edicola, adesso scomparsa, un tempo sorgeva nei pressi della contrada che oggi ai più è conosciuta come "Morsiata".
Grande rilevanza, come per Valguarnera, ha il sito archeologico presso il Monte Rossomanno, con una vasta necropoli e le fondazioni di un paese greco. Qui giunse lo storico Giacomo Magno che volle invitare gli archeologi impegnati presso gli scavi di Morgantina senza che questi venissero. Così l'opera di tombaroli ha depredato forse uno dei più grandi patrimoni storici del centro Sicilia. L'acropoli di Rossomanno venne individuata dallo storico Cluverio che nel 1629 la citò come l'antica e perduta Magella (Makella), distrutta nel II secolo a.C. insieme a Morgantina.
È parzialmente visibile, all'occhio più esperto, un teatro greco che delimita i confini tra la necropoli e la stessa acropoli. Il sito di Rossomanno è di certo uno dei più interessanti della Sicilia Centrale, essendovi custodite arti e pratiche uniche nel loro genere in tutta la penisola italica. È il caso delle tombe a teschi del IV secolo a.C., riposte in file ben ordinate, che con molta probabilità sono il risultato della sanguinosa battaglia del 395-396 a.C. sulle aspre sponde del Chrysas (fiume Dittaino).

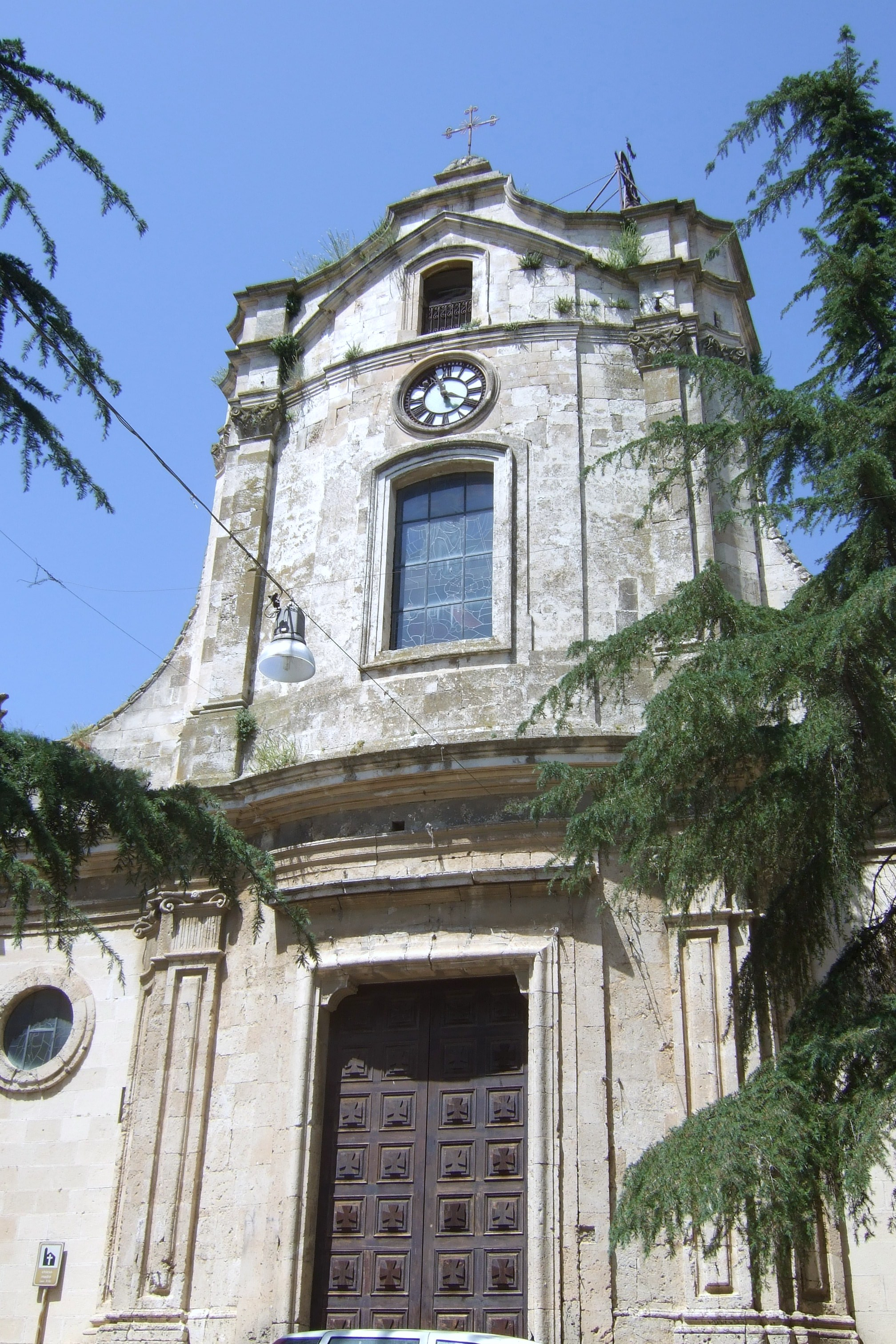
La Chiesa Madre dedicata a San Cristoforo, patrono di Valguarnera

Quanto al periodo medioevale, si può affermare con assoluta certezza, che Rossomanno vantava un controllo territoriale e politico sui feudi di Caropepe, Pietratagliata e i territori di Cafèci, Monterascate e Grottacalda. Così sia Rossomanno che Caropepe assunsero un importante ruolo nella difesa dei territori e nelle vie mercantili dell'ennese. Ma il primo non conobbe mai l'epoca moderna, poiché distrutta definitivamente nel 1377 a seguito della ribellione di Scaloro degli Uberti durante i Vespri Siciliani, che morirà poi ad Assoro. Con le fortificazioni e le abitazioni, non venne però distrutto il Castello che subì la messa a terra soltanto nel 1392 con l'azione militare di re Martino d'Aragona. Fu invece risparmiato il convento (U Cumm'n'tazz), costruito su fondazioni di origine greca, probabilmente databili intorno al VII secolo a.C., che adesso giace però in rovina.
Tornando all'immediato nucleo abitativo di Valguarnera Caropepe, si può affermare che l'opera distruttiva dell'uomo ha celato per secoli la propria origine arcaica, occultandone in grande misura le testimonianze. È il caso del castello dei Principi di Valguarnera, adeguato su una struttura certamente di origine greca, che fu però raso al suolo su ordine del sindaco Enzo Sicilia, per far spazio a una scuola elementare. Sotto di esso passavano dei veri e propri tunnel che collegavano in modo alternativo alcuni punti nevralgici del sistema difensivo. Accanto ad esso sorgeva e ancora sorge, l'ex carcere mandamentale (1881), che un tempo ospitò anche i riottosi dei moti del 1893. Funzionò fino al secolo XIX, finché non fu abbandonato e poi ripreso grazie all'intesa tra Comune, Regione e Beni Culturali che lo hanno trasformato in Antiquarium (inaugurato ufficialmente il 19 gennaio 2008). Pur depredando e riutilizzando edifici di elevato interesse storico-archeologico, sono comunque apprezzati i tantissimi santuari di epoca cristiana, sorti o riadattati sulle fondazioni di edicole votive greco-romane. Secondo uno studio di alcuni storici; Pierluigi Bonanno, Carlo, Liborio e Paolo Totò Bellone, anche l'attuale Palazzo Comunale sorgerebbe su un sito di grande rilevanza; ipotizzando in modo alquanto convincente, il riutilizzo di una delle porte dell'antica Caropepe, come ingresso agli Uffici comunali.
La parte storica del paesetto può vantare tanti esempi di architettura neoclassica, barocca e liberty; come la piazza comunemente detta "L'arco di Litteri", dove le forme dell'art nouveau si adeguano a un arco di tipo semplice ma suggestivo. Di fronte a esso, sul muro di un'abitazione privata, nel 1861 la cittadinanza pose un grande piastrellato di Caltagirone raffigurante San Cristoforo che porta sulle spalle Gesù Bambino. L'opera fu realizzata dal maestro Giuseppe Di Bartolo e ancora oggi campeggia maestosa sotto lo sguardo dei passanti.
E ancora: la chiesa di San Cristoforo costruita nel 1630 su modello della Cattedrale di Catania.
Tra la parte più vecchia del paese e quella di recente costruzione, un particolare snodo chiamato U Canal (Il Canale) delimitava un tempo i confini della cittadina che si apriva in piena campagna. Ieri vi scorreva una sorgiva d'acqua, poi il terreno venne bonificato per dar spazio a una strada. Qui sorge il Palazzo Prato, la dimora di un ricco e illustre valguarnerese, con affreschi di pregevole fattura sul soffitto. Per anni è stata la sede dell'Istituto Professionale Commerciale "Giacomo Magno", finché non fu trasferito nei nuovi locali siti in contrada Marcàto. Accanto al Palazzo Prato, la chiesetta dedicata a san Liborio, oggi in fase di restauro, voluta dalla famiglia Prato come devozione al Santo.
Poi il Palazzo "Sebastiano Arena" che ospita una scuola elementare, nei pressi dell'abitazione del noto scrittore e poeta Francesco Lanza, autore dei "Mimi siciliani". Su un quartiere di recente costruzione, contornato da villette a schiera e denominato "Villaggio Aldisio", sorge invece il Palazzo "Mazzini", una scuola elementare.
Nella zona ove nascono i quartieri nuovi di Valguarnera, lungo la via Sant'Elena, si trovano due pittoreschi giardini, comunemente conosciuti come "Villa Nuova" e "Villa Vecchia", dedicati ai caduti delle guerre. Quella più periferica, ai confini giurisdizionali del paese, in onore delle vittime del secondo conflitto, ma di recente intitolata al generale Tomaso Lomonaco, mentre quella sita appena agli inizi della suddetta via è dedicata ai caduti della prima guerra mondiale e intitolata ai giudici Falcone e Borsellino.
Nel 2009 il Comune di Valguarnera ha deciso di intitolare la "Villa Nuova" ai giudici antimafia Falcone e Borsellino.
Nel 2010 presso il novecentesco Palazzo Prato di via San Liborio viene allestito il Museo Etno Antropologico e dell'Emigrazione Valguarnerese.
Il 29 ottobre 2013 viene inaugurato l'Antiquarium Comunale (ex sede Carcere Mandamentale) al cui interno è stata allestita una mostra archeologica dal titolo "La Ricerca Archeologica a Valguarnera: Gli insediamenti di Contrada Marcato dalla Preistoria al Medioevo". Tale esito è stato possibile a seguito di un lungo lavoro di studio e catalogazione dei reperti provenienti dagli scavi del 1992 e 1998 dell'area archeologica di C. da Marcato da parte di alcuni archeologici, sotto la direzione della Soprintendenza di Enna e la proficua collaborazione del Comune di Valguarnera.
Nel marzo 2014, in un edificio del centro storico risalente al periodo medioevale (probabilmente una delle torri di controllo della vicina Porta di Piazza, antica strada che portava a Piazza Armerina, riutilizzata nel corso dei secoli come abitazione privata), è stata inaugurata la Casa Museo Caripa. La mostra è stata allestita per conservare, raccontare e tramandare la vita domestica di un intero secolo (dalla fine dell‘800 alla fine del ‘900), perché un popolo che non conosce o peggio perde le proprie radici perde inesorabilmente la propria identità.
Nell'aprile 2015, nell'omonima piazza del centro storico viene apposta una targa che commemora il partigiano di origini valguarneresi Francesco Marotta, morto a Genova il 24 aprile 1945 durante la liberazione della città dall'occupante nazifascista.

### I dintorni
Sebbene il territorio giurisdizionale di Valguarnera sia piuttosto irrisorio, con una superficie di appena 9,3 chilometri quadrati, i confini geografici la pongono comunque in uno scenario archeologico-storico-naturalistico di grande rilievo. Abbarbicato a 590 metri d'altezza, il paese gode di una magnifica distesa di campi coltivati a grano, vallate e colline, sul versante orientale degli Erei. Alcune di queste colline sono sature di storia e raccontano in modo perfetto, le origini dei cittadini di Valguarnera Caropepe. È il caso del Monte Rossomanno (889 m s.l.m.); un'altura ripida e scoscesa a tre chilometri dal centro abitato, che ha conosciuto negli anni la presenza di Greci, Romani e diverse signorie nel medioevo. Oggi Rossomanno è riserva naturale.
Degna di menzione è anche la contrada "Monterascati" (Monte raschiato), confinante con Rossomanno e costellato di importanti insediamenti a grotta del neolitico.
A pochi chilometri da questo vi è Floristella, l'attuale Parco minerario di Floristella-Grottacalda, un tempo una delle più famose miniere zolfifere d'Italia. Si ritiene che l'estrazione dello zolfo avvenisse già in epoche preistoriche, e ha dato nel tempo una possibilità di lavoro a migliaia di siciliani e valguarneresi. Sul finire dell'Ottocento le miniere erano di proprietà del Barone Pennisi di Floristella da cui prende il nome anche la zona antistante le cave. A memoria della vita dei "Carusi" e dei "Picconieri", nel 1992 il noto regista Aurelio Grimaldi, girò un film dal titolo La discesa di Aclà a Floristella, a cui parteciparono attori del calibro di Luigi Maria Burruano e Tony Sperandeo. Più recente invece Rosso Malpelo di Giovanni Verga rappresentato sul grande schermo dal regista Pasquale Scimeca.
Valguarnera Caropepe sul lato ove un tempo sorgeva il castello dei principi, su una rupe naturale, è costeggiato dal fiume omonimo, affluente del Dittaino, dall'antico nome greco Chrysas. Tante le testimonianze archeologiche, come il villaggio neolitico di contrada Marcàto o i resti greco-romani sparsi per le campagne di Cafeci, Dalei, Castani. Di recente insediamento è invece la contrada Buglio.
All'interno del perimetro cittadino, vi è un vasto territorio collinare che il popolo chiama "Santa Croce", per via di un'enorme costruzione di metallo ivi apposta negli anni settanta che propone in chiave moderna la crocifissione di Gesù Cristo. Accanto ad essa permangono da decenni due croci lignee di precedente deposizione. Sulla piazza ricavata su quel piccolo pianoro, l'opera pia volle edificare una chiesa, oggi lasciata alla incuria dell'uomo, così come una bella Via Crucis mosaicata. È talmente bello e intenso il cielo e la visione delle terre, che da questa altura si riesce a vedere e dominare, che ogni giorno è meta di giovani o anziani, in cerca di un po' di pace e tranquillità. Nelle giornate più terse è possibile vedere l'Etna in tutta la sua magnificenza e nel lato opposto le catene degli Erei.
Tuttavia si possono ammirare le imponenti grotte di Baldassarre, nella rocca di Valguarnera, che risalgono ad età preistorica quando erano luoghi di culto per le prime popolazioni di quel tempo e luogo.

## Società

### Evoluzione demografica
Abitanti censiti

### Lingue e dialetti
Alle varie componenti migratorie (e in particolare a quella galloitalica) vanno fatte risalire le specificità fonetiche della parlata locale che, pur appartenendo al gruppo nisseno-ennese, in posizione tonica alle vocali u ed i preferisce le semivocali w e j ed in quella atona riduce spesso e volentieri alla vocale centrale “schwa” le vocali u, i ed e (vedi, ad esempio, l'espressione “r' cu c'ric'n'”). Questa parlata, così come il nome del paese, percepiti come strani o buffi, hanno alimentato per decenni il folclore isolano, soprattutto dopo la fortunata commedia di Nino Martoglio L'aria del continente (1910) che vide come protagonista Concetta Cafiso, alias Milla Milord, una "carrapipana" che cercava di giocare alla "continentale".
(Nino Martoglio)

### Religione
Come in tutte le località siciliane, anche Valguarnera vive di un radicato impulso religioso che si tramanda, intatto nel tempo, di generazione in generazione. Il Patrono di Valguarnera è San Cristoforo, protettore degli automobilisti, a cui è dedicata la Chiesa Madre del paese fondata nel 1630. Sempre in suo onore, nel XIX secolo fu apposto presso la parete di una casa privata, un piastrellato proveniente da Caltagirone, con le effigie del Santo che porta sulla spalla Gesù Bambino. Il culto di San Cristoforo venne diffuso dai Principi di Valguarnera, di origini spagnole. In onore a San Cristoforo, la cui festa si celebra il 25 agosto, il Sindaco di Valguarnera Caropepe consegna agli automobilisti un portachiave con l'immagine del santo, mentre le maggiori cariche religiose del paese benedicono le autovetture. La serata si chiuse sempre con la "maschiata" (fuochi d'artificio) che segnano la fine dei festeggiamenti e di conseguenza anche la fine dell'estate.

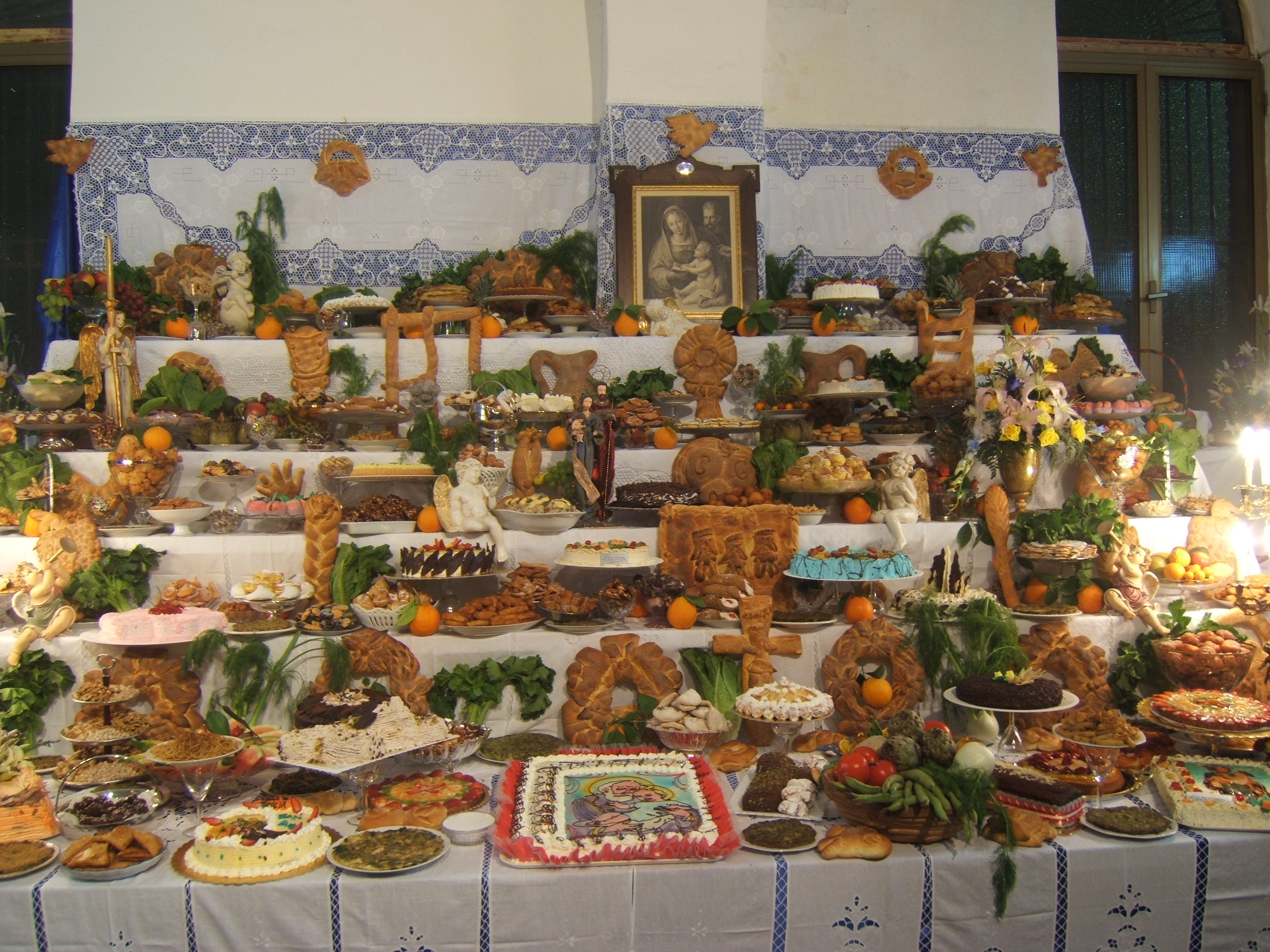
Una tipica tavolata di San Giuseppe

È considerato invece compatrono, San Giuseppe, padre putativo di nostro Signore, particolarmente amato dai cittadini di Valguarnera che, nel giorno della festa del papà (19 marzo), lo ricordano con le classiche "Tavolate di San Giuseppe" (tavole imbandite di tante cibarie e pane modellato con le immagini sacre di angeli e simboli del falegname). È tradizione che a queste tavolate preparate dai devoti come ex voto, vi partecipino diverse figure chiave della vita di Gesù: la Madonna, il bambino e lo stesso San Giuseppe (la Sacra Famiglia), rappresentati da vere e proprie comparse sedute dinanzi alla tavola imbandita. Un'altra Sacra Famiglia, scelta dal parroco della chiesa tra i volontari, sfila per le viuzze del paese con costumi tipici. Maria è sempre rappresentata da una giovane ragazza e come da tradizione è il padre a tenerle ben ferma sul capo la pesantissima corona; sia lei che San Giuseppe, tengono per mano il piccolo Gesù. Oltre al pane, conosciuto ai più non solo per la forma, vi sono piatti tipici della tradizione, quali la pasta con il miele; la pagnuccata; cardi e broccoli fritti, oltre che dolci regionali come il cannolo o il bocconcino. Durante tutta la giornata i fedeli confluiscono presso la Chiesa di San Giuseppe per portare al Santo delle lunghe candele di cera detti in dialetto locale "m'bracul" (miracoli), come segno di riconoscenza o una richiesta specifica di qualche miracolo. Per tale evento sono tanti gli emigrati che tornano a godersi la festa, potendo gustare i piatti tipici della tradizione popolare e ammirare le particolari processioni di cavalli e cavalieri che portano sacchi di frumento presso la Chiesa di San Giuseppe (fondata nel 1911) che poi distribuirà ai poveri il dono ricevuto. La banda musicale esegue in modo incessante la tipica marcia del "Chichirichi". Per questa straordinaria devozione, in onore dei succitati santi, Valguarnera conta il maggior numero di cittadini con il nome Cristoforo e Giuseppe.
Il 19 agosto a Valguarnera si celebra il Festino di San Giuseppe; una sorta di versione estiva della più popolare festa di marzo, da un'idea di Marco Rizzone, coadiuvato dai confratelli e consorelle della parrocchia dedicata al padre putativo di Gesù. La festa è nata appositamente per consentire agli emigranti e ai turisti in vacanza, di assistere agli eventi più importanti quali: Processione della Sacra famiglia; tavolate espositive; sfilate di cavalli e cavalieri.
Tante le associazioni e le istituzioni cittadine coinvolte durante l'organizzazione. L'Associazione bandistica "Amici della Musica"; L'ippica sportiva "Filippo Vetri" e tanta gente comune.

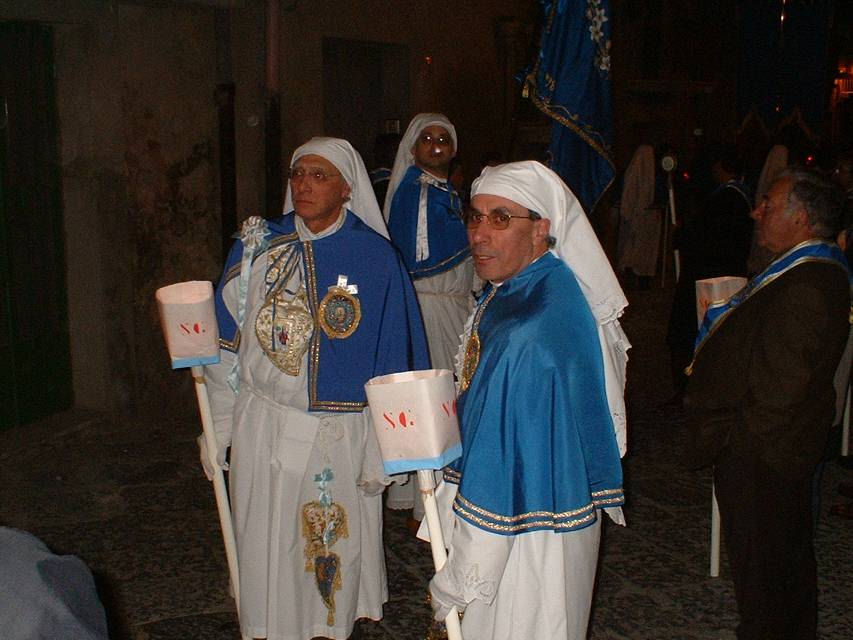
Alcuni "Confratelli" della Chiesa di San Giuseppe

Molto particolare anche la processione del Venerdì Santo, probabilmente introdotta qualche secolo fa per la grande influenza di cittadine come Caltanissetta ed Enna. Valguarnera festeggia anche San Francesco e Santa Lucia. Per quest'ultima vi è l'usanza molto diffusa nell'ennese, di cucinare una determinata pietanza, la "Cucìa", fatta mettendo a bollire del frumento condito poi con olio e sale. Secondo il costume popolare, i chicchi della "Cucìa" rappresenterebbero per la loro forma particolareggiata, gli occhi della Santa, protettrice dei ciechi. La sera i vari quartieri accendono i fercoli, particolari torce denominate "Pagghiul" (Paglioli) che serviranno a loro volta a dar fuoco a "U Burgi", un falò.
Ogni processione religiosa è seguita dalle confraternite, delle vere e proprie congregazioni istituite dai "confratelli" e dalle "consorelle" che presiedono in nome delle varie chiese, le processioni per le vie cittadine muniti di candele e foulard di colore differente a seconda della confraternita che rappresentano. Dinanzi a ogni gruppo vi è una sorta di gonfalone con l'immagine del Santo a cui si è devoti; a loro precede la banda cittadina.

## Infrastrutture e trasporti

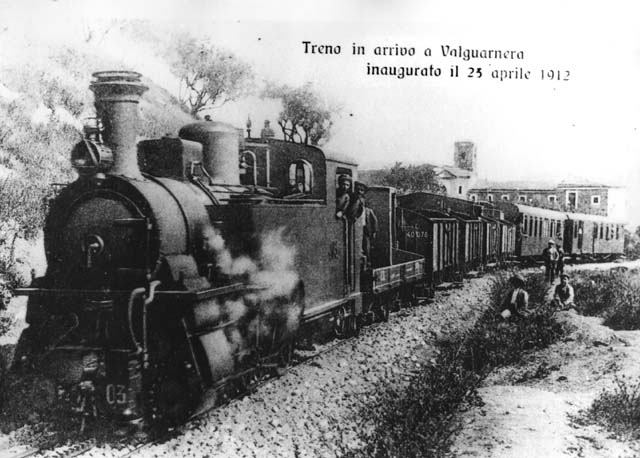
Primo treno a Valguarnera, 25 aprile 1912

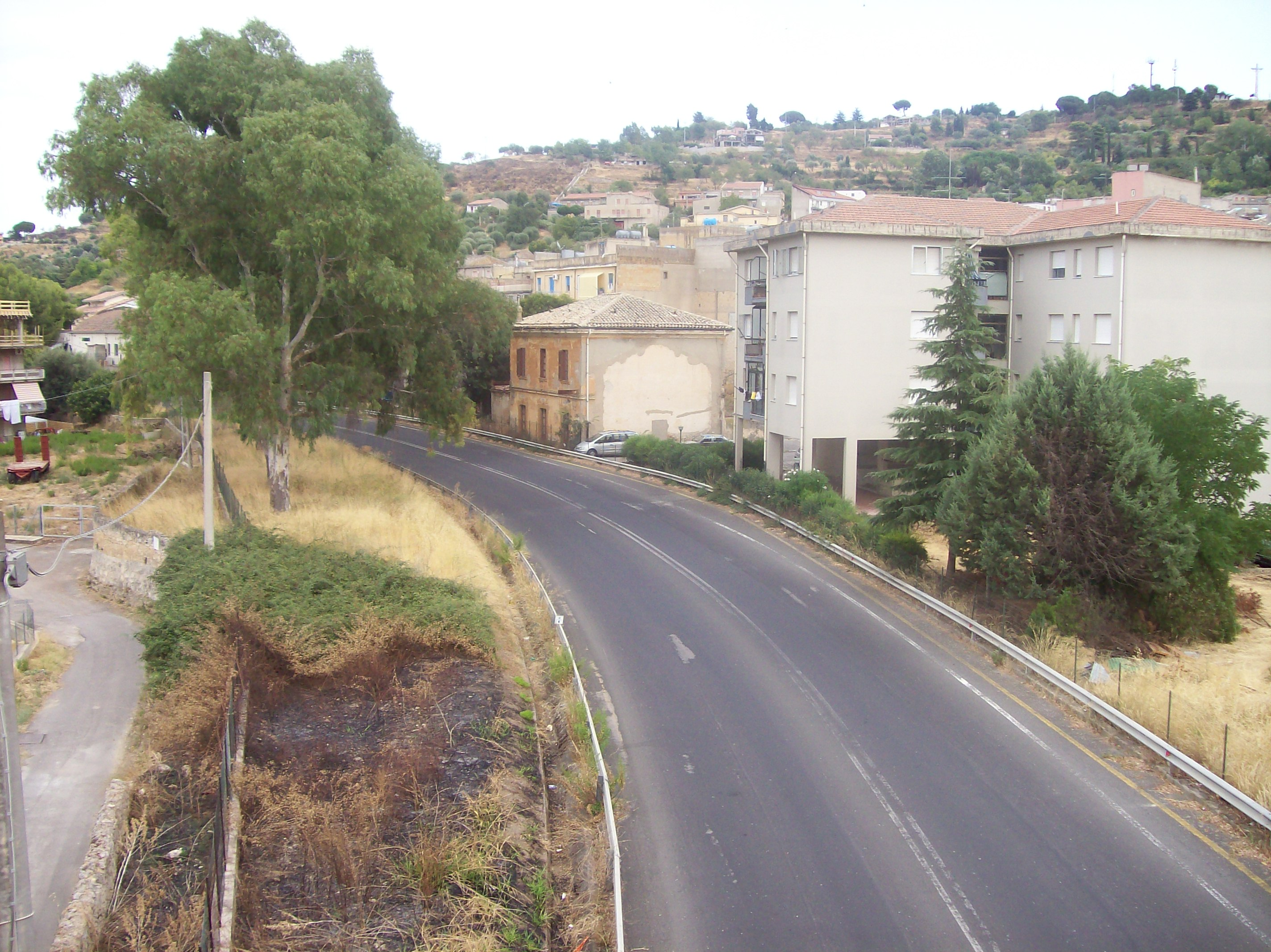
L'ex linea ferroviaria, oggi è una strada provinciale

Fino agli anni sessanta era in funzione presso la zona periferica di Valguarnera, una stazione ferroviaria che collegava i più importanti centri dell'ennese tramite la linea Dittaino-Piazza Armerina-Caltagirone. A essa erano raccordate le miniere di Grottacalda e Floristella. Il primo treno a Valguarnera transitò il 25 aprile 1912. Negli anni settanta, la linea ferroviaria adiacente al paesello cadde in disuso e fu sostituita da una strada provinciale (la SP4 collega lo svincolo autostradale di Valguarnera - Dittaino con Gela,  Piazza Armerina e la stessa Valguarnera. L'edificio adibito a biglietteria e sala d'aspetto fu così trasformato in Asilo per l'infanzia, finché non cadde anch'esso in rovina. Dal 2007 è in servizio l'idroscalo di Enna presso il Lago Nicoletti. La presenza di scuole medie superiori nelle città di Piazza Armerina ed Enna, intensifica già da decenni l'afflusso continuo di studenti valguarneresi che si spostano giornalmente con alcuni autobus. Lo stesso vale per i frequentatori dell'Università Kore e dell'Università degli Studi di Catania.

## Amministrazione
Di seguito è presentata una tabella relativa alle amministrazioni che si sono succedute in questo comune.
| Periodo           | Periodo           | Primo cittadino             | Partito                     | Carica              | Note   |
| ----------------- | ----------------- | --------------------------- | --------------------------- | ------------------- | ------ |
| 2 settembre 1988  | 2 ottobre 1989    | Litterio Blanca             | Democrazia Cristiana        | Sindaco             | [ 9 ]  |
| 5 ottobre 1989    | 2 luglio 1990     | Giuseppe Accascina          | Democrazia Cristiana        | Sindaco             | [ 9 ]  |
| 2 luglio 1990     | 5 dicembre 1991   | Sebastiano Salvatore Leanza | Democrazia Cristiana        | Sindaco             | [ 9 ]  |
| 30 dicembre 1991  | 20 settembre 1992 | Gaetano Parisi              | Democrazia Cristiana        | Sindaco             | [ 9 ]  |
| 20 settembre 1992 | 30 marzo 1993     | Carmelo Pietro Giarrizzo    | Democrazia Cristiana        | Sindaco             | [ 9 ]  |
| 22 novembre 1993  | 22 ottobre 1994   | Corrado Bonanno             | Partito Socialista Italiano | Sindaco             | [ 9 ]  |
| 15 maggio 1995    | 11 dicembre 1995  | Salvatore Falco             | lista civica                | Sindaco             | [ 9 ]  |
| 11 dicembre 1995  | 1º luglio 1996    | Antonino Emmola             |                             | Comm. straordinario | [ 9 ]  |
| 1º luglio 1996    | 1º dicembre 1997  | Francesco Scribano          | lista civica                | Sindaco             | [ 9 ]  |
| 1º dicembre 1997  | 28 maggio 2002    | Giuseppe Aldo Gallo         | L'Ulivo                     | Sindaco             | [ 9 ]  |
| 28 maggio 2002    | 2 febbraio 2005   | Serafino Camiolo            | centro-destra               | Sindaco             | [ 9 ]  |
| 17 maggio 2005    | 1º giugno 2010    | Antonino Pietro Nocilia     | lista civica                | Sindaco             | [ 9 ]  |
| 1º giugno 2010    | 3 giugno 2015     | Sebastiano Salvatore Leanza | lista civica                | Sindaco             | [ 9 ]  |
| 3 giugno 2015     | 4 ottobre 2020    | Francesca Draià             | Partito Democratico poi UDC | Sindaco             | [ 10 ] |
| 5 ottobre 2020    |                   | Francesca Draià             | lista civica - Lega         | Sindaco             | [ 9 ]  |

### Gemellaggi
- Kusel, dal 2019

## Sport
La maggior parte delle attività sportive si svolgono presso il campo sportivo comunale sito in via Sant'Elena che, dopo due anni di adeguamenti e ristrutturazioni, nel 2009 è stato intitolato alla memoria del sindaco Enzo Sicilia, che lo volle costruire. La struttura nasce su un "vallone" in pieno centro e un tempo veniva identificata come "Comunale Sant'Elena", dal nome della via adiacente.
La società sportiva più affermata è certamente la Pro Sport85 di atletica leggera che in più di vent'anni di attività ha conseguito importanti successi in ambito regionale e nazionale. Storico presidente del sodalizio è Filippo Giarrizzo, con un passato da atleta e un curriculum da allenatore di tutto rispetto. La Pro Sport85, infatti, dalla sua nascita ad oggi, ha collezionato tre titoli e un argento ai Campionati Italiani; 43 medaglie (11 ori) ai campionati Libertas; 6 medaglie ai campionati italiani studenteschi; 110 titoli regionali (sia individuali che per squadra); 6 record nazionali; 38 presenze alla Rappresentativa Regionale Siciliana; 2 maglie azzurre. Due le atlete di punta della società; la vice-campionessa italiana cadette, Maria Concetta Manna (Lungo, 80 piani, pentatlon e 4x100) e Angela Parisi (triplo). Il 2007 è stato l'anno degli infortuni ma anche di piacevoli sorprese, come il prestigioso terzo posto dell'atleta Valeria Vacirca (salto con l'asta) ai Giochi delle Isole del Mediterraneo, tenutosi ad Ajaccio in Corsica. Fra gli atleti valguarneresi del passato: Maria Veneria, campionessa italiana allieve di lancio del disco nel 1992 e detentrice dell'attuale record regionale con 46,68 m; Brigida Napoli, pluri-campionessa regionale; Michela Arena, più volte campionessa italiana libertas nel lancio del disco e nel getto del peso; Melissa Giuliano, campionessa italiana nella rappresentativa cadette nella marcia; Giuseppe Arcuria, il più medagliato ai nazionali libertas con 9 podi; Mariella Lacagnina, campionessa italiana libertas nella marcia.
Il 16 settembre 2009 la valguarnerese Maria Alfonsa Sella, cresciuta a livello sportivo con la Pro Sport85, ha vinto il campionato italiano assoluto di triathlon doppio olimpico disputatosi a Mergozzo. Il 26 settembre 2010 a Marina di Campo, sull'Isola d'Elba, conquista per la quarta volta il titolo di campionessa italiana Ironman e nel luglio 2011 a Cesate si è confermata, vincendo nuovamente il titolo.
L'11 dicembre 2010 il valguarnerese Giorgio Alessi si è piazzato al settimo posto nel campionato mondiale di doppio decaironman, disputatosi a Monterrey (Messico). Alessi, specializzato in sport estremi, ha concluso l'estenuante gara dopo aver percorso più di 4500 km (nuoto, bici e corsa a piedi) in 661 ore, 23 minuti e 57 secondi.

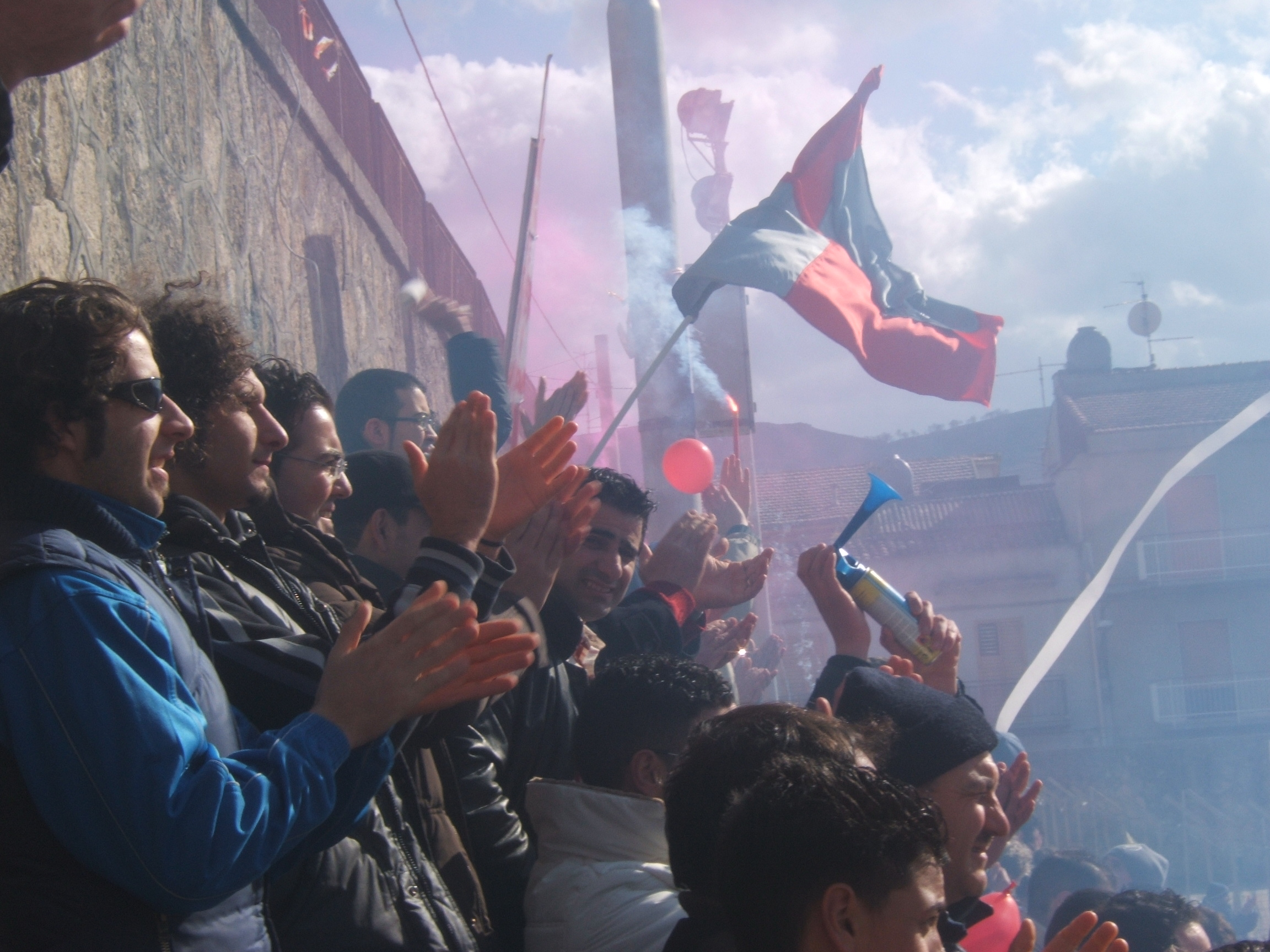
Il tifo grigiorosso

La squadra di calcio del paese è stata, l'A.S.D Polisportiva Valguarnera, fondata nel 1984 con la fusione di altri due club locali. I colori sociali erano il grigio e il rosso, provenienti dal gonfalone cittadino. La società partecipò al campionato regionale di seconda categoria, sfiorando la promozione in prima categoria sul finire degli anni ottanta. Fu promossa nel 1994 e retrocessa dopo una stagione. L'anno successivo venne però ripescata e nel 2001, dopo diversi campionati ai vertici, la società grigiorossa raggiunse il Campionato Regionale di Promozione. Nella stagione 2005-2006 La Polisportiva Valguarnera fece un altro importante salto, finendo al primo posto dopo una battaglia serrata con i siracusani della Rari Nantes e l'anno successivo disputò il Girone B del Campionato di Eccellenza, il massimo in ambito regionale. Ancora una volta gli stenti finanziari costrinsero la compagine all'ultimo posto con l'inevitabile retrocessione al Campionato di Promozione. Però i problemi economici non cessarono e questo per l'A.S.D. Polisportiva Valguarnera significò l'oblio.
Nel 2010 il campo sportivo di Valguarnera ha cambiato denominazione, passando da "Comunale Sant'Elena" a "Comunale Enzo Sicilia", in onore del Sindaco che lo volle costruire. Dopo un lungo rifacimento che ha portato tra le altre cose la tribuna coperta, è nata una nuova società di calcio, l'A.S.D. Valguarnerese, attualmente iscritta al Campionato Regionale di Seconda Categoria. Il club ha assunto i colori sociali giallo-rossi. La politica societaria prevede l'impiego di soli calciatori locali. Il campionato 2010-2011, vinto dalla Barrese, vede la Valguarnerese (al terzo posto) al suo primo anno di attività, giocarsi e vincere lo spareggio per la seconda categoria contro il Real Centuripe. Nel 2011-2012 la squadra si piazza al terzo posto nel girone F di II categoria, accedendo ai play off. Dopo aver superato la semifinale con un rocambolesco 3-3, perde la finale in casa, ai supplementari, contro la Belpassese C5. 
Comunque al termine della stagione la squadra viene ripescata nel campionato di I Categoria.
La stagione 2012-2013, però, non è molto fortunata. La squadra inanella una serie di sconfitte che la relegano all'ultimo posto del girone G e che sancisce la retrocessione diretta in II Categoria.
Valguarnera è anche pesistica, i due maggiori rappresentanti di questa disciplina e fondatori della "Tana delle Tigri", Gaetano Bonanno e Roberto La Bella, da anni rappresentano i colori dello sport valguarnerese. Grande compiacimento dagli organi sportivi per i notevoli risultati ottenuti dalla "Tana delle Tigri" che vanta infatti più di cento titoli a livello regionale (con ben 48 piazzamenti sul podio conquistati da tutti i ragazzi di tana delle tigri tra cui Cristofero Russo e Vincenzo Litteri,), nazionale (con i 3 titoli di Campione italiano di Bench-press del Presidente-atleta Gaetano Bonanno) ed internazionale con il titolo di Campione Europeo di Bench-press nella categoria medi ottenuto in Germania nel 2002 oltre ai due terzi posti ottenuti ai campionati del mondo di Bench-press rispettivamente nel 2002 a Vienna e nel 2003 a Londra dall'atleta-allenatore Roberto La Bella.
Nel 2004 nasce l'Aretè Valguarnera Volley, unica squadra di pallavolo maschile di Caropepe. Nel 2006 sfiora la promozione in serie D dietro la Meeting Troina ma l'appuntamento è rimandato l'anno successivo, quando il gruppo viene ripescato grazie alla scelta della Fipav riconoscendone l'alto valore sportivo. Dal 2007 la società viene rilevata dall'imprenditore Francesco Maenza, ex Presidente della squadra di calcio, da cui di fatto prende il nome il nuovo sodalizio: Aretè Maenza Volley.
Dal 2008, con l'uscita di scena di Maenza, la società torna nuovamente all'origine, riprendendo a chiamarsi Aretè Valguarnera Volley.